# 2S4 Ťulpan
2S4 Ťulpan (rusky 2С4 Тюльпан podle indexu GRAU, česky: tulipán) je sovětský, resp. ruský 240mm samohybný minomet určený k ničení bodových cílů nepřítele. Kromě odpalování konvenční munice může být využit i pro chemické nebo jaderné nálože. V SSSR se vyráběl od konce 60. do konce 80. let 20. století.  
Stroj byl v letech 1985 až 1991 i ve výzbroji Československé lidové armády.

## Vývoj

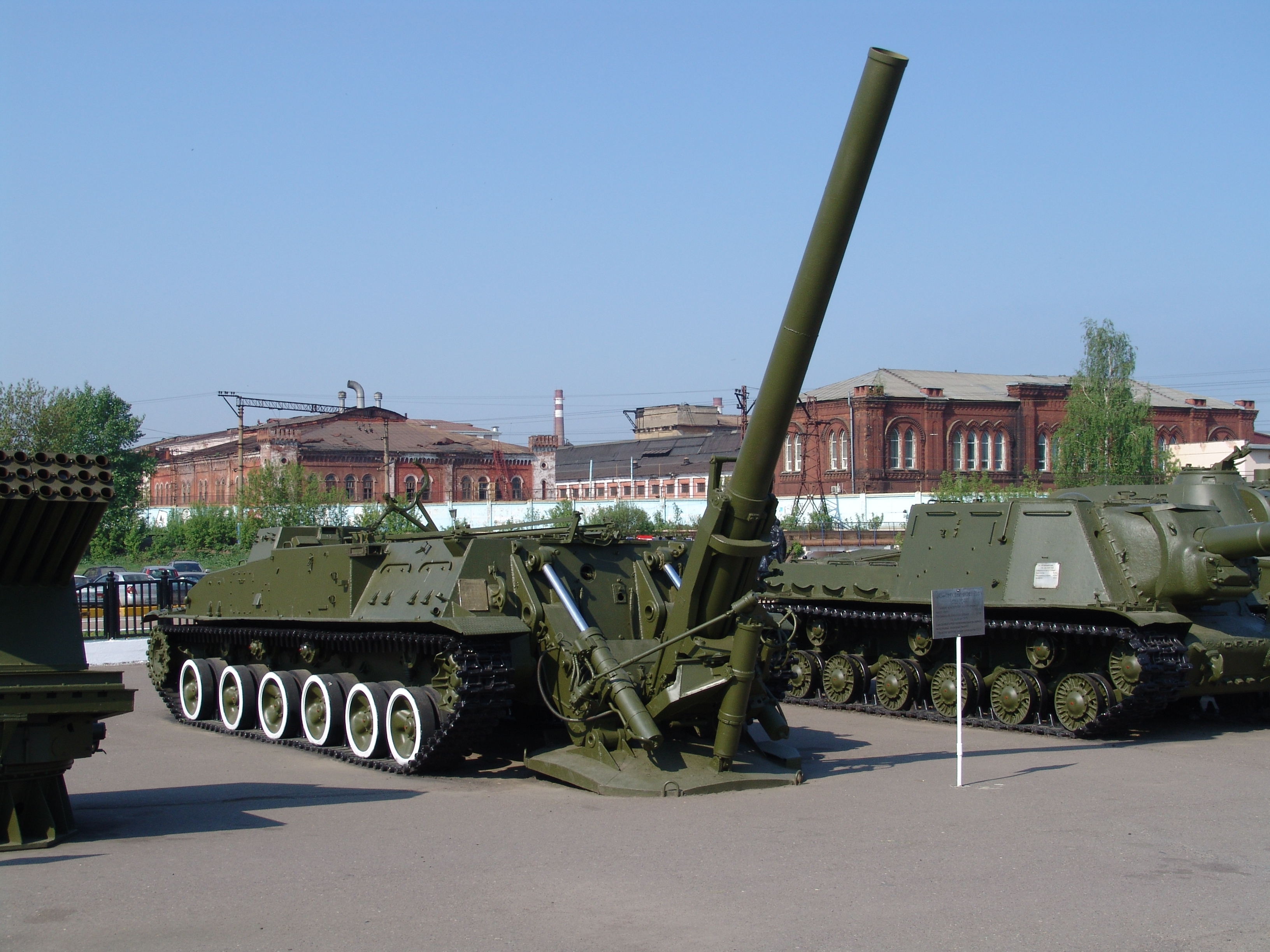
Ťulpan v rozložené poloze.

V první polovině 50. let 20. století zařadila Sovětská armáda do své výzbroje tažené minomety M-240 ráže 240 mm lafetované na dvoukolovém podvozku. Zbraň s hlavní delší než pět metrů a municí těžkou 130 kg samozřejmě nešlo nabíjet jako klasický pěchotní minomet vhazováním min do ústí. Zde jej nabíjelo pět mužů z celkem devítičlenné obsluhy pomocí jednoduchého nosného zařízení zezadu, přičemž hlaveň byla při tomto úkonu ve vodorovné poloze.
Tažené dělostřelecké zbraně měly řadu nevýhod včetně těžké manipulace a delší přípravy ke střelbě z pochodové polohy. Tyto nevýhody byly tím větší, čím mohutnější byla samotná zbraň. Proto se v polovině 60. let 20. století sovětské vedení rozhodlo vytvořit 240 mm minomet jako samohybný. Na rozdíl od minometu M-240, kde se všechny operace prováděly ručně, byl do Ťulpanu integrován hydraulický systém pro přesun minometu z jízdní polohy do bojové a zpět. Tím pádem k obsluze celého samohybného minometu stačilo pět mužů místo devíti u tažené verze.
V roce 1967 byl návrh platformy minometu svěřen konstrukční kanceláři Uralského dopravního strojírenského závodu a vývoj samotné zbraně realizovala konstrukční kancelář Permského strojírenského závodu.
V roce 1971 byl 2S4 Ťulpan zaveden u sovětské armády do služby. Sériová výroba probíhala do roku 1988 a celkem vzniklo 588 samohybných minometů tohoto typu.

## Konstrukce
Platformu systému tvoří pásový podvozek s lehce pancéřovanou uzavřenou nástavbou. Původně měl tuto platformu tvořit stejný typ, jaký byl používán pro samohybné houfnice 2S1 Gvozdika, ale zjistilo se, že tento podvozek je příliš slabý a nezvládá silný zpětný ráz, proto byl nakonec využit podvozek z větších houfnic 2S3 Akacija. Síla pancéřování je do 30 mm, přičemž nejsilnější pancéřování je v čele korby.
2S4 Ťulpan je vozidlo o délce 8,5 ma šířce 3,2 m. Srdcem pohonu je dieselový dvanáctiválec o maximálním výkonu 382 kW, který dokáže vozidlo o hmotnosti 27,5 tuny rozjet na silniční komunikaci rychlostí až 62 km/h, v těžkém terénu pak do 30 km/h.
Samotný minomet je převážen na zádech korby vozidla a před střelbou se musí usadit na zem. Přechod z pochodové do palebné pozice je možný za 2,5 minuty, zpětná operace trvá 5 minut.
Pro minomet bylo vyvinuto několik druhů munice. Základní tříštivě-trhavý typ váží 130 kg a má maximální dostřel 9,6 km. Existuje také verze s pomocným raketovým motorem, která má dostřel 19,6 km. Byla vyvinuta také jaderná munice o síle do 2 kt TNT. Z hlediska dostřelu známe opět dvě varianty, tedy bez a s pomocným raketovým motorem, přičemž dostřel je podobný jako u předchozí konvenční munice. Existují pak i další projektily s průbojnými granáty, kazetovou municí nebo konvenční pracovní náplní, která je však v konečné fázi letu naváděna laserovým paprskem.
Rychlost palby minometu Ťulpan je jedna rána za minutu. Zásoba munice minometu je 20 tříštivě-trhavých min nebo 10 aktivně-reaktivních min.

## Služba
Byl využit sovětskými, respektive ruskými jednotkami během sovětské invaze do Afghánistánu, v rámci první i druhé války v Čečensku, během ruské intervence v Sýrii i v rámci ruské invaze na Ukrajinu. 
Doloženo je zničení jednoho ruského stroje ukrajinskými silami v městě Rubižne v květnu 2022.

## Uživatelé

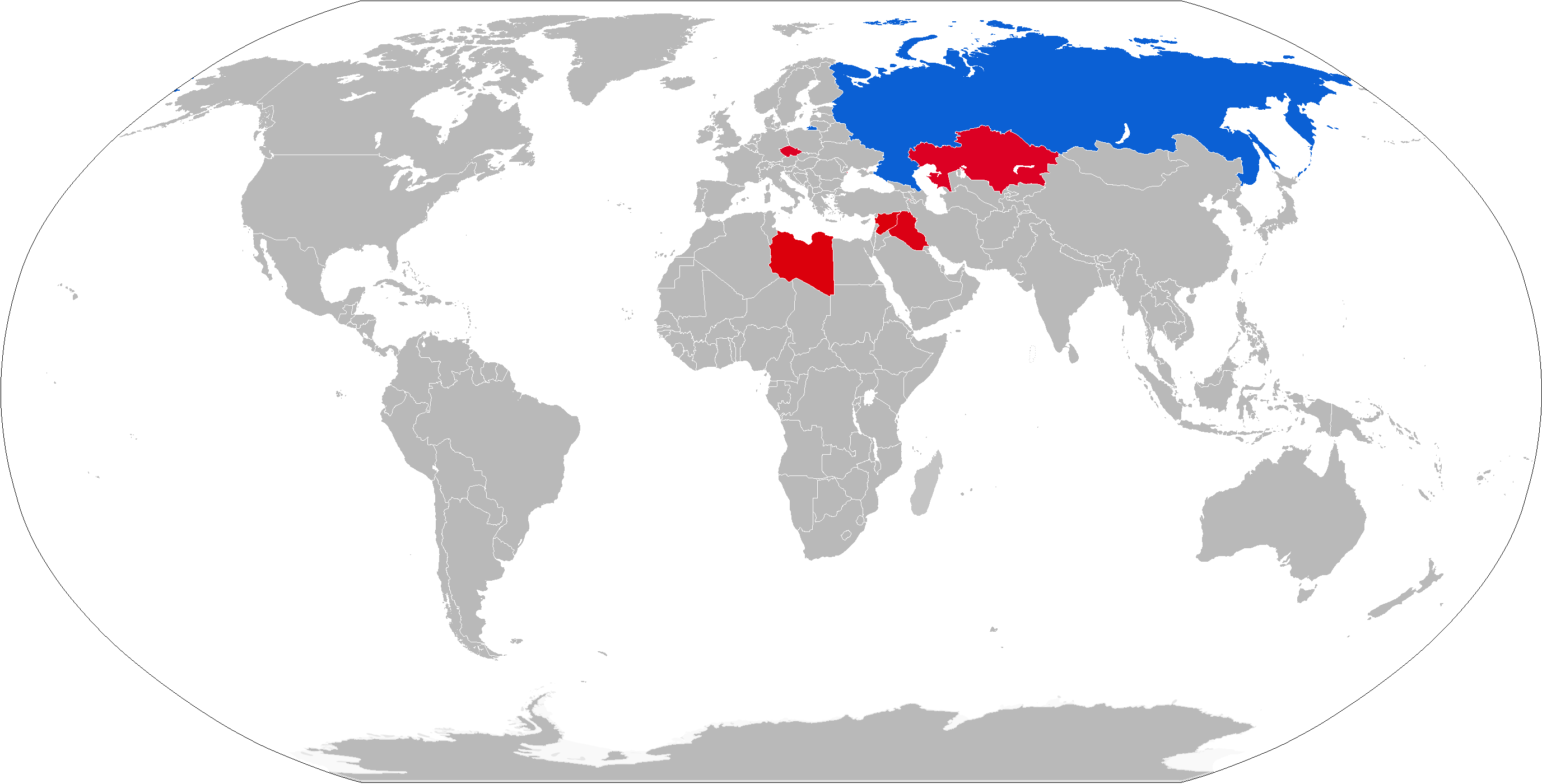
Mapa uživatelů 2S4 v modré barvě a bývalými operátory v červené barvě

### Současní
- Rusko – 40 v aktivní službě a 350 uskladněných. Nejméně 46 jich bylo zničeno a 3 poškozeny při ruské invazi na Ukrajinu.[3]
- Sýrie – 24 vozidel v aktivní službě u 3., 4. (převzaté z obranných rot) a 10. obrněné divize a 14. výsadkové divize speciálních sil.[4]
- Kazachstán – Nejméně 3 vozidla zahlédnuta během přehlídky. Není jasné, zda jsou v aktivní službě.[5]

### Dřívější
- Československo[6] – V letech 1985 až 1991 byla používána nejméně 4 vozidla.[7] U 17. dělostřeleckého oddílu v Žamberku[8] údajně min. 15 kusů.[zdroj?]
- Irák [6] – Odhaduje se, že v roce 1983 obdržel 10 ze Sovětského svazu.[9]
- Libanonské jednotky − 3,[9] údajně dodané Irákem.[6]
- Sovětský svaz – 55 bylo v aktivní službě před rozpadem SSSR v roce 1991.[6]